# Arctosa marfieldi
Arctosa marfieldi là một loài nhện trong họ Lycosidae.
Loài này thuộc chi Arctosa. Arctosa marfieldi được Carl Friedrich Roewer miêu tả năm 1960.